# Bisée
Bisée – miasto w dystrykcie Castries na Saint Lucia. Jest drugim co do wielkości miastem na Saint Lucia, liczącym 12 980 mieszkańców.
Biuro ds. Standardów Saint Lucia znajduje się w Bisée.